# Variedad topológica
En matemáticas, una variedad topológica es un espacio topológico que localmente tendrá la estructura topológica de {\displaystyle \mathbb {R} ^{n}}, en un sentido precisado más abajo. De este modo una variedad heredará muchas de las propiedades locales del espacio euclídeo, pero no las globales. Será necesario añadir condiciones globales a la definición para evitar la aparición de ejemplos considerados patológicos.
Así, si sólo exigimos la condición de ser localmente euclídeo, aparecerán espacios no Hausdorff o ejemplos de espacios que no verifican el segundo axioma de numerabilidad y no son metrizables (como la línea larga o la superficie de Prüfer). Para evitar todo esto, suelen incluirse dos condiciones más en la definición de variedad topológica. 

## Definición formal
Una variedad topológica de dimensión n es un espacio topológico {\displaystyle {\mathcal {M}}} que debe cumplir:
1. Ser localmente euclídeo (i.e. para cada punto {\displaystyle x\in {\mathcal {M}}} existe un abierto U, entorno de x, homeomorfo mediante {\displaystyle \phi :U\rightarrow V} a un abierto V de {\displaystyle \mathbb {R} ^{n}}).
2. Ser Hausdorff ({\displaystyle T_{2}\,}).
3. Verificar el segundo axioma de numerabilidad (ANII).

Observaciones sobre la definición:
- Como hemos mencionado antes, la condición 2) es necesaria, pues 1) no implica 2). Aunque en algunos casos aparecen variedades no Hausdorff (espacios totales de un haz), usualmente los autores asumen la condición 2).

- Hay autores que no incluyen la condición 3), en ese caso se pierden algunas propiedades deseables, como ser metrizable, pues para un espacio que verifique solamente 1) y 2) son equivalentes:
  - Cada componente de {\displaystyle {\mathcal {M}}} es ANII.
  - {\displaystyle {\mathcal {M}}} es metrizable.
  - {\displaystyle {\mathcal {M}}} es paracompacto.

- Un teorema de Whitney nos dice que en caso de incluir 2) y 3) en la definición de variedad, entonces nuestra idea de variedad topológica coincidirá con la de subvariedad de algún {\displaystyle \mathbb {R} ^{d}}.

## Cartas y funciones de transición
La condición de ser localmente euclídeo garantiza que para cada punto de la variedad existe un abierto U que lo contiene y un homeomorfismo {\displaystyle \phi :U\rightarrow V\subset \mathbb {R} ^{n}} con un abierto de Rn.
Del par (U, {\displaystyle \phi }) decimos que es una carta de M. Dicha carta nos permitirá asignar coordenadas a los puntos de la variedad contenidos en el abierto U.

En caso de poder asignar coordenadas mediante dos cartas (U1, {\displaystyle \phi } 1) y (U2,{\displaystyle \phi } 2) que se solapen, es natural plantearse el cambio de un sistema de coordenadas a otro para los puntos de {\displaystyle U_{1}\cap U_{2}}. Este cambio se realiza mediante el homeomorfismo
{\displaystyle \phi _{2}\circ \phi _{1}^{-1}:\phi _{1}(U_{1}\cap U_{2})\rightarrow \phi _{2}(U_{1}\cap U_{2})}
De dicho homeomorfismo decimos que es una función de transición, cambio de cartas o cambio de coordenadas de M.
Se definen nuevas variedades al exigir que el cambio de cartas verifique ciertas propiedades. Así, si pedimos que el cambio de cartas sea diferenciable (resp. holomorfo) obtendremos las variedades diferenciables (resp. complejas).

## Propiedades
- Una variedad topológica no tiene por qué ser conexa, pero es conexa si y sólo si es conexa por caminos.